# Asociación para el cultivo en común de la tierra
La Asociación para el cultivo en común de la tierra o Sociedad de laboreo conjunto, TOZ o TOSZ (del ruso: Товарищества по совместной обработке земли) fue la primera forma de administración agraria colectiva de la Unión de Repúblicas Socialistas Soviéticas. Era conocida por sus siglas, siendo la forma más usada TOZ La diferencia básica entre los arteles y las comunas TOZ está en el grado de socialización de los medios de producción. En un TOZ los instrumentos y los medios de producción que pertenecen al campesino, no se socializan, pero se usan conjuntamente. Se unen en una agrupación única las tierras y prados de los miembros del TOZ y el cultivo tiene lugar en conjunto. De la producción total se deducía una pequeña parte del fondo conjunto, que era indivisible. Durante los trabajos, cada miembro está obligado a ceder para el uso común los materiales, maquinaria agrícola, los animales de tiro y los medios de transporte. A finales del año económico, el propietario de los medios, recibe una cierta parte de los beneficios, aunque no trabaje físicamente. Por lo tanto, se puede considerar que en el sistema TOZ existe todavía una propiedad privada de los medios de producción básicos.
Los TOZ surgieron durante el tránsito a la Nueva Política Económica y fueron reconocidos como forma de administración en 1924, año en que los reglamentos de la asociación son creados por el Comisariado del Pueblo para la Agricultura. El principal impulso al desarrollo lo experimentó en 1928-1929 como forma de tránsito de la economía individual a la colectiva en el campo. En junio de 1929 el TOZ representaba un 60 % de las economías colectivas (en la República Socialista Soviética de Ucrania, este porcentaje llegaba al 75 %). Con el tránsito a la colectivización completa fueron reconocidos como "etapa pasada del movimiento koljosiano". En el XVI Congreso del Partido Comunista de toda la Unión (Bolchevique) de 1930 el TOZ fue indicado como forma principal de colectivización en las regiones no cerealísticas y del Este soviético. A partir de ese año, y hasta 1938, en que desapareció completamente esta forma de cultivo, fueron siendo substituidos gradualmente estas formas de colectivización por koljoses y sovjoses.